# Theatrum mundi
Pour les articles homonymes, voir Mundi.
Le Theatrum mundi (grand théâtre du monde selon la traduction traditionnelle en français) est une notion baroque dont se sont inspirés nombre d'auteurs d'Angleterre, de France, d'Italie et d'Espagne du siècle d’or. Très tôt, elle est considérée comme un lieu commun ou un cliché puisqu'à Don Quichotte qui pontifie sur la « comédie de ce monde », Sancho Pança rétorque « Fameuse comparaison ! quoique pas si nouvelle que je ne l'aie                                entendue faire bien des fois » (Don Quichotte, II, 12).
Les êtres jouent tous un rôle, consciemment ou malgré eux, sur la grande scène du monde et sont des pantins dont les ficelles sont tirées par le grand horloger. Le démiurge de la réalité ou de la fiction est « le Créateur », figure double de Dieu et de l'auteur dans Le Grand Théâtre du monde de Pedro Calderón de la Barca, ou le mage Alcandre de L'Illusion comique de Pierre Corneille, deux personnages à partir desquels les tragédiens baroques posèrent les questions du pouvoir créateur du metteur en scène, à l'instar du Tout-puissant.
Il faut y voir une lecture du monde à travers le théâtre et la mise en scène. Le comédien et le personnage incarné par celui-ci reflètent l'image même du spectateur leurré qui est déjà un acteur de l'univers. Le procédé de mise en abyme a pu servir cette idée centrale de la tragi-comédie qui donne à voir pas moins de trois réalités enchâssées les unes dans les autres. En conséquence de quoi, le comédien est observé par un spectateur lui-même dévisagé par un autre témoin et ainsi de suite.

## Origines
Cette métaphore trouve son origine chez les penseurs grecs de l'antiquité. Tout d'abord l'allégorie de la caverne de Platon peut être considérée comme précurseur de la notion de conditionnement. Ensuite, dans ses Entretiens, le philosophe Épictète introduit la notion de rôle à jouer pour l'homme dans le monde, rôle que l'homme ne doit pas outrepasser et qui constitue pour lui comme un devoir envers les dieux (on y retrouve également la métaphore du masque théâtral). Jouer un rôle revient à accomplir sa destinée dans un  monde parfaitement ordonné et harmonieux (Manuel d'Épictète, par Arrien). 
Ensuite, cette notion se retrouve dans le Policraticus (le "livre de l'homme d'État") de Jean de Salisbury, un évêque pré-humaniste du XIIe siècle. Dans cette sorte d’encyclopédie morale en huit livres, il médite pendant plusieurs chapitres du livre troisième sur le fait que «la vie de l'homme sur Terre est une comédie, où chacun oublie qu'il est en train de jouer un rôle». Cette comédie a lieu sur la scène/le monde, alors que l'auditorium est associé au paradis chrétien. À chaque époque, seule une poignée de sages acceptent pleinement une identité valide voulue par Dieu. Cette acceptation leur permet de s'extraire du theatrum mundi, d'adopter une position céleste dans l'auditorium, et de voir et comprendre les rôles joués dans la comédie. Parmi ces sages, Jean de Salisbury compte des philosophes stoïciens, ou des prophètes comme Abraham et Jean le Baptiste.  

## Shakespeare
Shakespeare véhicule cette même idée à travers son Œuvre, comme l'illustrent ces citations : 
« Dieu vous a donné un visage, et vous vous en faites un autre vous-mêmes »  

- Hamlet, acte III, scène 1  

« Le monde entier est un théâtre,/ Et tous, hommes et femmes, n'en sont que les acteurs;/ Ils ont leurs entrées et leurs sorties,/ Et un homme dans le cours de sa vie joue différents rôles... »

— Comme il vous plaira, acte II, scène 7.
ou encore 

« Je tiens ce monde pour ce qu'il est : un théâtre où chacun doit jouer son rôle. »

— Le Marchand de Venise, acte I, scène 1.
ainsi que

« Nos divertissements sont finis. Ces acteurs, j'eus soin de le dire, étaient tous des esprits : ils se sont dissipés dans l'air, dans l'air subtil. Tout de même que ce fantasme sans assises, les temples solennels et ce grand globe même avec tous ceux qui l'habitent, se dissoudront, s'évanouiront tel ce spectacle incorporel sans laisser derrière eux ne fût-ce qu'un brouillard. Nous sommes de la même étoffe que les songes, et notre vie infime est cernée de sommeil […] »

— La Tempête, Acte IV, scène 1.
et

« La vie n'est qu'une ombre en marche, un pauvre acteur / Qui s'agite pendant une heure sur la scène / Et alors on ne l'entend plus ; c'est un récit / Conté par un idiot, plein de son et furie, / Ne signifiant rien. »

— Macbeth, acte V, scène 5.
Contrairement à Épictète, pour Shakespeare « jouer son rôle, c'est être conscient du chaos et de l'absurdité de ce monde: rien n'a de sens, tout n'est qu'apparence et illusion,. » Pour les penseurs modernes, la métaphore du theatrum mundi se reflétait dans la forme même du théâtre du Globe (amphithéâtre en demi-cercle, division des sièges verticales et horizontales en baies...) et ainsi assuraient les valeurs de régularité, de stabilité et d'ordre nécessaire à un système mnémonique,.

## Après l'époque moderne
On retrouve cette allégorie baroque jusque dans les grandes tragi-comédies du XVIIe siècle, dans Le Véritable Saint Genest de Jean Rotrou notamment, où le personnage principal se convertit et met ses talents de comédien au service de Dieu  en disant  « monde périssable, et sa gloire frivole,/Est une Comédie où j’ignorais mon rôle » (acte IV, scène 7, vers 1303-1304).